# NGC 2442/2443
NGC 2442/2443は、とびうお座の方角に約5000万光年離れた位置にある中間渦巻銀河である。南西部分がNGC 2442、北東部分がNGC 2443である。ジョン・ハーシェルが発見した。この銀河には、恒星の含まれないガス雲HIPASS J0731-69が付随しており、この雲はNGC 2442から伴銀河によって引き裂かれたものであると考えられている。